# سریندا سوان
سریندا سوان (به انگلیسی: Serinda Swan) (زاده ۱۱ ژوئیه ۱۹۸۴) بازیگر کانادایی است که بیشتر بخاطر ایفای نقش در سریال پادشاهان فرار، انسان‌های فردا و نیل و نیکی شهرت دارد.